# Fascia contigua

Immagine illustrativa del regime internazionale del mare

La fascia contigua, o anche zona contigua, è uno spazio di mare che si estende per un limite massimo di 24 miglia marine dalla linea di base della costa; quindi per 12 miglia marine oltre il limite delle acque territoriali. Non tutti gli 
Stati la applicano.

## Disciplina
Come si legge dall'art. 33 della Convenzione di Montego bay, "In una zona contigua al suo mare territoriale, denominata «zona contigua», lo Stato costiero può esercitare il controllo necessario al fine di: prevenire le violazioni delle proprie leggi e regolamenti doganali, fiscali, sanitari e di immigrazione entro il suo territorio o mare territoriale; punire le violazioni delle leggi e regolamenti di cui sopra, commesse nel proprio territorio o mare territoriale. La zona contigua non può estendersi oltre 24 miglia marine dalla linea di base da cui si misura la larghezza del mare territoriale". A differenza delle acque territoriali, quindi, la Zona contigua non fornisce diritti sovrani allo stato costiero, ma solo diritti di controllo sulle navi in transito, tesi a prevenire o reprimere infrazioni alle sue leggi doganali, fiscali, sanitarie o di immigrazione. 
Sempre a differenza delle acque territoriali, essa è opzionale e va quindi dichiarata dallo stato costiero perché venga a esistenza. L'Italia, che prima del 1958 possedeva un mare territoriale di 6 miglia e una fascia contigua di altrettante 6 miglia, non ha ancora provveduto formalmente a dichiararne una che sia conforme alle normative convenzionali odierne, ma vi ha accennato nella legge (la cosiddetta Bossi-Fini) 30 luglio 2002, n. 189 (all'art. 11, lett. d); tale accenno tuttavia sembra riferirsi solo alle leggi di immigrazione, escludendo o non prevedendo l'uso della fascia contigua anche per gli altri usi possibili. La dottrina è comunque divisa nel considerare esistente la zona contigua italiana, anche solo esclusivamente al contrasto dell'immigrazione clandestina. C'è chi la considera inesistente in quanto non esiste nessuna legislazione attuativa e dunque i poteri assegnati dalla L. 189/2002 resterebbero allo stato virtuale. Di contro c'è chi sostiene che la L. 189/2002 sia di per sé istitutiva della zona contigua ma funzionalmente collegata alla materia dell'immigrazione
Nel Mediterraneo hanno istituito zone contigue solo il Marocco, Malta, la Francia e l'Egitto. L'Italia, il cui Codice della navigazione è aggiornato al 1974, otto anni prima della Convenzione di Montego Bay, fissa il proprio limite territoriale in ventiquattro miglia nautiche (da regolamentare secondo accordi internazionali) includendo sia il mare territoriale, sia la zona contigua. Si può dire, quindi, che seppur in forma indiretta, abbia istituito una zona contigua ambigua ma valida.
La fascia contigua non va confusa con la fascia archeologica, nonostante la stessa estensione e usi simili.